# Hội Chữ thập đỏ Campuchia
Hội Chữ thập đỏ Campuchia (CRC; tiếng Khmer: កាកបាទក្រហមកម្ពុជា, Kakbat Krâhâm Kâmpŭchéa) là tổ chức nhân đạo lớn nhất ở Campuchia được thành lập vào ngày 18 tháng 2 năm 1955. Chính phủ Hoàng gia chính thức đã công nhận tổ chức này là cơ quan phụ trợ chính cho các cơ quan công quyền trong các dịch vụ nhân đạo. Hội được Ủy ban Quốc tế công nhận vào ngày 7 tháng 10 năm 1960, và được thừa nhận là Thành viên của Liên đoàn Hội Chữ thập đỏ và Trăng lưỡi liềm đỏ Quốc tế vào ngày 8 tháng 10 năm 1960.